# Аллянов, Михаил Юрьевич
Михаил Юрьевич Аллянов (род. 28 июля 1988, Москва) — российский футболист (защитник), игрок в мини-футбол. Играет за МФК «Лобня».

## Биография
Михаил Юрьевич Аллянов родился 28 июля 1988 года в городе Москве.
В 2005 году окончил среднюю школу № 8 города Жуковский Московской области.
Воспитанник московского футбола (ДЮСШ «Сатурн», Раменское), известен по выступлениям за московский мини-футбольный клуб Динамо-2, один сезон Михаил выступал в Суперлиге за динамовцев. Затем после снятия с чемпионата, Михаил перешёл в московский мини-футбольный клуб «Золостспорт» за которых провел один сезон в чемпионате Москвы.
В 2010 году окончил Российский государственный аграрный университет — МСХА имени К. А. Тимирязева.
В 2010 году был игроком футбольных клубов Любительской футбольной лиги «Звезда» (Щёлково), в 2011 году — «Нью-Спорт», в 2012—2013 годах «Атлантис».
В 2012 году Михаил был игроком мини-футбольного клуба Арбитраж (Курган).
С 6 сентября 2013 года защитник московского мини-футбольного клуба «Спартак».
С сентября 2014 года работал тренером Дворца игровых видов спорта «Содружество» (Москва).
С 2018 года играет за МФК «Лобня» (г. Лобня, Московская область).